# Timbuktu Institute
Le Timbuktu Institute ou African Center for Peace Studies est un centre de recherche africain pour la paix basé à Dakar au Sénégal, avec des bureaux à Niamey au Niger et à Bamako au Mali. Le bureau du Timbuktu Institute à Bamako est le plus récent. Il a été ouvert officiellement le 11 mars 2021, avec l’accord et le soutien du gouvernement malien, dont plusieurs autorités de haut rang étaient présentes à la cérémonie d’inauguration.
Son fondateur et directeur régional est le docteur Bakary Sambe,, également fondateur de l’Observatoire des radicalismes et conflits religieux en Afrique. Le Dr Bakary Sambe est également enseignant-chercheur à l’université Gaston-Berger à Saint-Louis-du-Sénégal, et expert auprès de plusieurs organisations internationales : les Nations unies, l’Union européenne et l’Union africaine,.
Bakary Sambe explique que le Timbuktu Institute est le successeur de l’Observatoire des radicalismes et conflits religieux en Afrique, qui a été fondé en 2012 en réponse à la destruction de plusieurs mausolées à Tombouctou, lorsqu’il est devenu évident que certains mouvements développant des idéologies radicales étaient en train de s’implanter en Afrique subsaharienne. L’observatoire a opéré jusqu’en 2016, lorsque le Timbuktu Institute fut créé. L’institut de recherches a été baptisé du nom de la célèbre cité historique malienne de Tombouctou, carrefour de plusieurs civilisations.
Les chercheurs de ce think tank publient de nombreuses études et rapports sur les conflits armés en Afrique et leurs causes, ainsi que sur les facteurs de tension susceptibles de menacer la paix et la stabilité régionales. Leurs analyses sont publiées sur le site de l’institut,, et/ou dans d’autres media,,,.